# Křížová výprava roku 1269
Křížová výprava v roce 1269, někdy označovaná také jako Jakubova nebo katalánská (nemá nic společného s aragonskou křížovou výpravou), bylo menší vojenské tažení aragonského krále Jakuba I. do Svaté země s úmyslem podpory slábnoucích křižáckých držav v Zámoří, resp. mongolského Ílchanátu, který se stal spojencem křesťanů proti Mamlúkům. Výprava předcházela větší osmé křížové výpravě v roce 1270 a skončila neúspěchem. Záměrem výpravy bylo přeplout Středozemní moře, vylodit se v Levantě a poté se spojit armádami Ílchanátu proti Mamlúkům. Cestou zastihla Jakubovu flotilu silná bouře a část námořních sil spolu s králem byla odvolána. Výprava pokračovala pod vedením Jakubových nemanželských synů Fernanda Sáncheze de Castro a Pedra Fernándeze de Híjar, ti sice úspěšně dorazili do přístavu Akkon, ale navázat setkání s mongolskými spojenci se nepodařilo a na jaře roku 1270 odpluli zpět domů. 
Roku 1270 proběhla další velká v pořadí již osmá křížová výprava, která nyní pro změnu zamířila do Ifríkíje (s centrem v současném Tunisku), odkud by poté bylo možné napadnout mamlúcký Egypt.